# Aldo Borel
Pour les articles homonymes, voir Borel.
Aldo Giuseppe Borel dit Borel I (né le 30 mai 1912 à Nice en France et mort le 28 février 1979), était un joueur de football italien.
Aldo est parfois connu sous le pseudonyme de Borel I, pour le distinguer de son frère, également footballeur, Felice Borel (Borel II). Leur père Ernesto Borel, fut également joueur de football.

## Biographie
Il fait ses débuts en Serie A sous les couleurs du club turinois du Torino FC le 29 mai 1930 lors d'un match contre Pro Vercelli (victoire 0-2).
Il a également évolué en première division avec les clubs de l'AS Casale Calcio, de la Fiorentina, de l'US Palerme, de la Juventus de Turin (ancien club de son père Ernesto, où il a également joué aux côtés de son frère Felice) ainsi que du Novare Calcio.

### Après-football
Après sa retraite footballistique, Borel I ouvre une boutique de jouets à Turin, à Piazza Castello, à proximité du bar de son ami et ex-coéquipier à la Juventus Gianpiero Combi. Il immigre ensuite en Espagne, sans doute là où il meurt vers la fin du mois de février 1979.

## Palmarès
Juventus
- Coupe d'Italie (1) :
  - Vainqueur : 1937-38.

- Championnat d'Italie :
  - Vice-champion : 1937-38.